# Big big channel
big big channel（2017年10月26日在台灣上架時名為大大平台，2020年2月14日更名為TVB台灣）是電視廣播有限公司（TVB）旗下公司大台網於2017年7月推出的手機應用程式暨社交媒體，目前在香港、台湾和大多东南亚国家可以下载和使用。到2023年4月18日，電視廣播宣布該平台將於2023年5月2日停止服務，結束約6年的營運。

## 經歷
網絡和智能手機的流行改變新一代觀眾的收視習慣，加上社交網絡平台興起，藝人（特別是非一二線藝人）需要爭取更多曝光率，因此熱衷於社交平台如Facebook和Instagram以及充當YouTuber作自我宣傳，個別藝人更身兼意見領袖（KOL）角色甚至經營產品代言和網購賺取外快。故TVB特意開拓此板塊，讓旗下藝人於此平台直接接觸粉絲，另外亦會邀請不同知識面（如美容、餐飲）的KOL於此平台開設帳號發帖。
big big channel於2017年6月23日推出iOS和Android應用程式進行為期一個月的測試，並於7月23日正式推出。
結束前，big big channel的主版面分為「最HIT、直播、藝人、達人、煮食、揾食、扮靚、親子、後生仔」共9個類别，將會按發帖者為該帖貼上的標籤而分類。另外平台亦設課金制度，網民可購買虛擬代幣用作購買虛寶送予藝人，然而有藝人至今仍未清楚了解收益是全屬自己還是需要和TVB分賬。另外，TVB亦會安排部分劇集於本平台獨家播放。
2018年5月7日，推出網購平台「big big shop」。2021年2月因余詠珊轉為助理總經理（業務發展）（同年4月離職），由副總經理（綜藝、音樂製作及節目）曾志偉管理。
2023年5月2日，電視廣播有限公司宣布停止big big channel服務，結束約6年的營運。

## 相關節目

### 宣傳
- big big channel 有請叻叻豬
- 群星拱照big big channel（big big channel全球體驗發佈會）
- big big channel大明猩巡遊
- TVB 50周年big big戲劇列陣
- big big channel 6•23全球體驗流動直播車出巡
- 原來 big big channel 咁好玩
- big big channel X Facesss港韓靚靚Showcase
- big big channel 親子策動「玩『創』科學園」
- 香港小姐智鬥小明星
- big big channel滿月宴
- big Big channel「大大平台」演唱會
- big big channel馬來西亞全面啟動禮
- big big channel馬來西亞群星派對
- big big明星市集
- Big Big Channel Launch In Singapore Carnival
- big big channel x Think Big！Workshop

### 翡翠台播出特備節目
- Big Big小明星 2017
- big big channel失驚無神賀中秋
- big big channel失驚無神頒獎典禮
- big big channel大公司周年慶
- 萬千星輝網絡快閃頒獎典禮2019

### 綜藝（部份）
- Big Big Voice大聲作樂
- 明星麻雀王大賽
- 明星GAME超聯大賽
- 港姐妝速挑戰賽
- 12瞞逃
- 冒險少女
- 美女廚房
- 囍趣台（2006年）
- big big大廚節慶盛宴
- big big channel Kids Talk
- big big channel明星心跳Poker大賽
- big big channel麻雀王：劇鬥四方城
- 心跳poker

## 網絡劇列表
本列表列出由香港big big channel所播放的網絡劇集。
| 播放 日期  | 名稱                  | 集數 | 主演                           | 備註                                            |
| ---------- | --------------------- | ---- | ------------------------------ | ----------------------------------------------- |
| 2017/12/01 | 降魔的番外篇 - 首部曲 | 12   | 楊潮凱、黃建東、鄧佩儀、張曦雯 | 主題曲：花森林（譚嘉儀） 片尾曲：宿命（楊潮凱） |
| 2018/04/09 | 西遊之八戒與沙僧      | 12   | C君、陸永                      |                                                 |
| 2018/11/28 | 我老細唔係人          | 16   |                                |                                                 |
| 2019/04/30 | 機動部隊2019          | 4    | 楊 明、蔡思貝                  |                                                 |

## 失驚無神頒獎典禮
為表揚在big big channel廣受關注的視頻影片，共發14個獎項。由陸浩明、區永權、麥美恩主持，於2018年1月6日（星期六）香港時間21:30到22:30於翡翠台播出。
- 第一節頒發獎項

| 獎項                   | 影片                                                    | 得獎者                                                              | 頒獎者          | 電視節目內 所示點擊量 |
| 「最受歡迎高齡組合獎」 | 《4個公公同你浸住水玩Truth or Dare》                    | 《公公出宮》 黃浩然、蕭正楠、曹永廉、黎耀祥                         | 陸浩明、 區永權 | 151,198               |
| 「最有潛能整蠱專家獎」 | 《突擊生日會》                                          | 《後生仔傾吓偈》 麥明詩、馮盈盈、陸浩明、楊潮凱                     | 麥美恩          | 113,668               |
| 「最嫩口KOL大獎」      | 《香港最新主題樂園？》（視頻片段 （页面存档备份，存于） | 黎諾懿及其子「小春雞」（黎峰睿）                                    | 區永權          | 135,789               |
| 「最噴血女團獎」       | 《到此一遊》港姐跳舞版ＭＶ                              | 《2017年度勁歌金曲頒獎典禮》 黃心穎、蔡思貝、馮盈盈、邵佩詩、張寶兒 | 陸浩明          | 1,110,593             |

- 第二節頒發獎項

| 獎項                     | 影片                    | 得獎者                              | 頒獎者          | 電視節目內 所示點擊量 |
| 「最多女性共鳴金曲獎」   | 《Ｍ來Ｍ去》            | 蝦頭、Tammy & Tomy @ SUNSET OR RISE | 區永權          | 763,721               |
| 「最有愛直播大獎」       | 《大件事？》            | 陳榮峻、吳香倫、黃翠如              | 區永權          | 279,504               |
| 「豁…豁出去大獎」        | 《Big Big車王：第一集》 | 高海寧                              | 陸浩明、 區永權 | 550,150               |
| 「最顯露人性綜藝節目獎」 | 《12瞞逃》              | 鄺潔楹、余德丞、何廣沛、張寶兒      | 陸浩明          | 77,029                |

- 第三節頒發獎項

| 獎項                       | 影片                               | 得獎者             | 頒獎者          | 電視節目內 所示點擊量 |
| 「最受歡迎打者愛也組合獎」 | 《電裡未曝光片段：睇喇喂！蜜瓜篇》 | 鄭裕玲、陸永、C君  | 陸浩明、 區永權 | 493,161               |
| 「最失驚無神大獎」         | 《馬國明街坊一天ｘ降魔的》         | 馬國明、胡鴻鈞     | 區永權          | 594,223               |
| 「摩打手大獎」             | 《雀后妝速挑選賽》                 | 蝦頭、丁子朗、阮兒 | 區永權          | 33,187                |

- 第四節頒發獎項

| 獎項                     | 影片                 | 得獎者                                                                                   | 頒獎者          | 電視節目內 所示點擊量 |
| 「最FFable飲食節目獎」   | 《兩位吖唔該》       | 唐詩詠、鄭俊弘                                                                           | 陸浩明、 區永權 | 282,355               |
| 「最高顏值女子電競隊獎」 | 《傳說女神育成計劃》 | 「Godlikes Girls」 李豪、尹詩沛、葉蒨文 、沈愛琳、林泳淘、鄧伊婷、王卓淇、李君妍、楊嘉欣 | 陸浩明          | 無提及                |
| 「最有freestyle組合獎」  | 《Happy Live》       | 翟威廉、周志文、周志康、譚嘉儀                                                           | 麥美恩          | 無提及                |

## 問題

### 被批評過度硬銷
有意見認為，無綫電視見社交媒體有利可圖，連網上點擊率也不放過。個别以社交媒體作宣傳的無綫藝人或需減少其他網上平台的曝光，並為big big channel製作獨家內容。

### 涉違規宣傳而遭罰款
2018年6月1日，通訊事務管理局公布，無綫電視在五個節目中間接宣傳Big Big Channel，將節目與廣告混合；局方收到37宗投訴。通訊事務管理局最终决定，针对该五个被投诉节目中最先播放的四个向无线电视施加30万港元罚款，并针对五个节目中后播放的一个节目向無綫電視发出严重警告。
另外，now宽频电视的翡翠即日重温频道因转播了该五个节目而被用戶投诉，通訊事務管理局决定向now宽频电视发出劝谕。

### 直播藝人妻子生孩子及昏迷入院過程
無綫藝人游莨維在平台推出初期，直播妻子入產房生孩子，公開嬰兒出世以至剪臍帶的全過程；另外時任無綫藝人的余德丞打球期間昏迷被送入醫院深切治療部時，平台亦有派人在門口做直播，同樣備受議論。

## 外部連結
- big big channel 官網 （页面存档备份，存于）（繁體中文）（简体中文）（英文）
- Big Big Channel的Facebook專頁
- YouTube上的big big channel頻道
- YouTube上的歡樂APM頻道
- Big Big Channel 大大平台的Instagram帳戶
- bigbigchannel_official的Instagram帳戶
- Google Play：Big Big Channel （页面存档备份，存于）
- App Store：Big Big Channel （页面存档备份，存于）